# Juliana Pasha
Juliana Pasha (20 de mayo de 1980) es una cantante albanesa ganadora del Festivali I Këngës 48, y por ende, representante albanesa en el Festival de la Canción de Eurovisión 2010, celebrado en Oslo, Noruega.

## Biografía
Juliana nació en Tirana, en 1980. En 2007 se presentó por primera vez al Festivali I Këngës, con la canción "Nje qiell te ri", consiguiendo un tercer puesto. En  2008, Juliana se volvió a presentar, esta vez con Luiz Ejlli, representante albanés en el Festival de la Canción de Eurovisión 2006, consiguiendo un segundo lugar con la canción "Nje jëte". En 2009, finalmente consiguió la victoria en el Festivali, imponiéndose a Anjeza Shahini con la canción "Nuk mundem pa ty" (que más tarde se traduciría a "It's all about you"). Finalmente, Juliana representó a Albania en el Festival de la Canción de Eurovisión 2010 en Oslo, Noruega, en mayo de 2010, obteniendo la posición 16° con 62 puntos, el mejor resultado de este país en los últimos seis años en solamente siete representaciones albanesas en el eurofestival. La cantante representó a Albania en Eurovisión 2010 con la canción "It's All About You", originalmente titulada "Nuk Mundem Pa Ty" y compuesta por Ardit Gjebrea y Pirro Çako.lugar con la canción "Qielli i ri". 
Albania actúa en el puesto número 12 de la 1ª Semifinal, el martes 25 de mayo. El pasado año Juliana quedó en segundo lugar en la gala de selección del candidato albanés a Eurovisión con la canción "Një jetë", y en 2007 quedó en tercer. La primera representante totalmente confirmada fue la de Albania, con la intérprete Juliana Pasha. La canción en cuestión y traducida al castellano viene a decir algo así como “No puedo sin ti”. En 2008, Juliana se volvió a presentar, esta vez con Luiz Ejlli, representante albanés en el Festival de la Canción de Eurovisión 2006, consiguiendo un segundo lugar con la canción «Nje jëte».